# Firou
Firou är ett arrondissement i kommunen Kérou i Benin. Den hade 10 331 invånare år 2002.